# Maciej Scherfchen
Maciej Scherfchen (Szamotuły, 24 febbraio 1979) è un ex calciatore polacco, di ruolo centrocampista.

## Palmarès

### Club

#### Competizioni nazionali
- Coppa di Polonia: 2

Polonia Varsavia: 2000-2001
Lech Poznań: 2003-2004